# Phlogophora fumosa
Phlogophora fumosa är en fjärilsart som beskrevs av Edward Alfred Cockayne 1951. Phlogophora fumosa ingår i släktet Phlogophora och familjen nattflyn. Inga underarter finns listade i Catalogue of Life.